# Colonia Tomás Gómez
Colonia Tomás Gómez är en ort i Mexiko.   Den ligger i kommunen Cocula och delstaten Guerrero, i den södra delen av landet, 140 km söder om huvudstaden Mexico City. Colonia Tomás Gómez ligger 679 meter över havet och antalet invånare är 319.
Terrängen runt Colonia Tomás Gómez är kuperad åt sydost, men åt nordväst är den bergig. Runt Colonia Tomás Gómez är det ganska tätbefolkat, med 116 invånare per kvadratkilometer. Närmaste större samhälle är Iguala de la Independencia, 11,2 km nordost om Colonia Tomás Gómez. I omgivningarna runt Colonia Tomás Gómez växer huvudsakligen savannskog.